# Circus Charlie
Circus Charlie  (サーカスチャーリー Sākasuchārī?) es un videojuego arcade publicado por Konami en 1984. Apareció en Nintendo DS dentro del compilado Konami Classics Series: Arcade Hits.

## Descripción
Circus Charlie es un juego de plataformas en donde el jugador debe guiar a la estrella circense Circus Charlie a través de seis eventos propios de un circo. El público entra al circo una vez iniciado el juego. Con cada error, Charlie pierde una vida. Los puntos de bonus se obtienen a medida que pase el tiempo, pero si se le acaba el tiempo, el público se aburre y saldrá del circo, lo cual, también pierde vidas. Una vez que todos los eventos ya fueron completados, se eleva la dificultad. Si pierde todas las vidas, acaba la partida y el público saldrá del circo de todas formas.
Los eventos son:
- Carrera de obstáculos: Montar en un león y pasar obstáculos como aros de fuego.
- La cuerda floja: Los jugadores deben esquivar los monos sin perder el equilibrio de la cuerda floja.
- Los trampolines: Saltar por trampolines sin recibir daño ni romper el techo de la carpa. En zonas de tierra, se deben evitar los fuegos de los tragafuegos y los cuchillos de los lanzadores de cuchillos. En zonas de agua (niveles 3-3 y 3-6), se deben esquivar a los delfines. No se encuentra en las versiones de MSX y Famicom.
- Pelotas: Saltar de una pelota a otra.
- Equitación: Montar a caballo y saltar obstáculos.
- Trapecio: Simplemente mover de un trapecio a otro sin caer.

En arcades, la 7.ª escena es un selector de nivel, en donde se puede repetir hasta 5 veces los eventos (7 para los trampolines), y después dichos eventos se bloquean durante toda la partida. No existe una pantalla de término. Una vez que se bloquee todos los eventos, los jugadores están forzados a jugar trapecio, elevando su dificultad.
Debido a que en MSX y Famicom no se encuentra los trampolines, se le agrega el modo B en la versión de Famicom, en donde la dificultad es elevada. Además, el juego se encuentra en famiclones y cartuchos multijuego, usualmente, la pantalla de título suelen cambiarse para que no viole los derechos de autor. Algunos incluso tienen sus eventos en juegos separados.

## Desarrollo y lanzamientos
Este juego fue desarrollado por Konami y lanzado primeramente como máquina recreativa en 1984 en los Estados Unidos y en MSX en ese mismo año. Posteriormente, en 1986, llegó a Famicom en Japón, Estados Unidos y Europa y en 1987 a Commodore 64.